# Radio Ibérica
Radio Ibérica EAJ-6 fue una emisora de radio fundada a mediados de 1924. Pertenecía a la empresa del mismo nombre, Radio Ibérica, S. A, dedicada a la fabricación y venta de material radiotelegráfico y radiotelefónico, principalmente, para el Ejército. Fue realmente la primera emisora radiofónica de España, pero no fue la primera en adquirir una licencia que la acreditara para llevar a cabo las emisiones. La primera licencia fue otorgada a la Asociación Nacional de Radiodifusión que fundaría la emisora, Radio Barcelona, EAJ-1; siendo Radio Ibérica la sexta en conseguirla. Sin embargo, fue la empresa Radio España, cuyos propietarios habían obtenido, en julio de 1924, la licencia con indicativo, EAJ-2, la que primero conseguiría la autorización gubernamental para la puesta en servicio de sus instalaciones y con ello poder inaugurar oficialmente la emisora, Radio España, el 10 de noviembre de 1924, cuatro días antes que Radio Barcelona.  

## Historia

### Nacimiento
En septiembre de 1923, surge la radiodifusión en España tras la fusión de dos empresas fabricantes de aparatos de radio: la Compañía Ibérica de Telecomunicaciones, fundada en Madrid el año 1916 y la Sociedad de Radiotelefonía Española. Radio Ibérica comenzó a emitir en sus instalaciones del Paseo del Rey en Madrid con la aprobación y tolerancia del régimen militar de Primo de Rivera, a pesar de que la Ley de Radio de 27 de febrero de 1923 declara ilegales todas las emisoras de radioaficionados que hubiesen funcionado experimentalmente hasta el momento, sin embargo no había ninguno reglamento que regulase la radiodifusión en España. Los propietarios de Radio Ibérica supieron emplear las simpatías políticas con el nuevo régimen y los acuerdos comerciales que desde 1917 tenía con el ejército y la marina española. Esta les vendía sus equipos transmisores, lo cual facilitó que Radio Ibérica se convirtiera en una emisora paraoficial.
El resto de nuevas emisoras tuvieron que esperar a la aprobación del Reglamento de junio de 1924. Fue la Asociación Nacional de Radiodifusión la que recibió el indicativo de EAJ-1, poniendo así en marcha, Radio Barcelona . Radio Ibérica no presentaría solicitud de licencia hasta finales de octubre de 1924, con el astrónomo Enrique Gastardi como director, recibiendo el indicativo de EAJ-6. Pese a que Radio Ibérica venía emitiendo desde mayo de 1924  con cierta regularidad, es el 10 de noviembre, cuando la emisora madrileña Radio España, EAJ-2, es inaugurada oficialmente tras contar con la autorización gubernamental y después, el 14 de noviembre, lo sería, Radio Barcelona, EAJ-1.Radio Ibérica fue la sexta en adquirir la licencia hasta su desaparición definitiva del mercado en 1927, tras ser comprada por la competencia, Unión Radio, y posteriormente cerrada finalizando sus emisiones en julio de 1927. El indicativo EAJ 6 se le concedió a la emisora Radio Navarra.

### Fundadores
Las buenas relaciones de Radio Ibérica con la Dictadura facilitaron una posición de influencia en el contexto político-económico de la mano de Rufino Orbe, presidente del Consejo de Administración de la Compañía Ibérica a principios de 1923, el cual decidió fusionarse con la Sociedad de Radiotelefonía Española para la creación de Radio Ibérica. A pesar de contar con unas instalaciones técnicas de una gran potencia y calidad, óptimas para el correcto funcionamiento de la emisora y una dirección técnica envidiable, la diversa composición del liderazgo de la Sociedad Radio Ibérica entre 1923-1924, la ausencia de criterio empresarial o la falta de los apoyos económicos necesarios, del entusiasmo y apuesta decidida por el futuro del proyecto (que sí tuvo Ricardo Urgoiti en la dirección de la empresa rival, Unión Radio), provocaron que Radio Ibérica no pudiera convertirse en la primera cadena de radio en España. Las emisoras de la familia Orbe acabarían siendo cerradas o absorbidas por la cadena Unión Radio antes de finalizar la década.
La segunda compañía fundadora de Radio Ibérica fue la Sociedad de Radiotelefonía Española, fundada en Madrid en 1922 con capital hispano-francés y dedicada a la importación, montaje y venta de aparatos de radio. La dictadura de Primo de Rivera no aprobó medidas que protegiesen la fabricación de aparatos de radio con patente española frente a la importación de equipos de marca extranjera, lo cual convirtió el matrimonio de interés entre la Compañía Ibérica Radiotelefonía española en un difícil negocio, pues Radio Ibérica se nutría básicamente de los beneficios obtenidos por dos empresas en competencia: la Compañía Ibérica vendía aparatos de radio de marca nacional y la Radiotelefonía Española vendía aparatos importados. Lo que era bueno para una empresa no lo era necesariamente para la otra, pero ambas actuaban conjuntamente sosteniendo a Radio Ibérica.

### Cierre
El entusiasmo y la competencia profesional en Radio Ibérica no fueron suficientes durante primer trimestre de 1924 como para poder financiar los gastos de las retransmisiones de conciertos, el pago de orquestas y las reformas de equipos técnicos. Esto provocó que en varias ocasiones se cerrase.
Los cierres habituales de Radio Ibérica en esta primera etapa tienen su punto final en mayo de 1924, cuando la dirección de la emisora consigue el apoyo financiero de algunos comercios de equipos radioeléctricos en Madrid, agrupados en la sociedad Radio Madrid, que deciden financiar una programación de cuatro horas diarias desapareciendo momentáneamente el indicativo Radio Ibérica.